# Sphenophryne schlaginhaufeni
Sphenophryne schlaginhaufeni es una especie de anfibio anuro de la familia Microhylidae. Se distribuye por la isla de Nueva Guinea, tanto en la parte de Papúa Nueva Guinea como en la de Indonesia. Es una rana terrestre que habita selvas tropicales maduras entre los 15 y los 1550 metros de altitud. Se reproduce por desarrollo directo.